# バービーの白鳥の湖
『バービーの白鳥の湖』（バービーのはくちょうのみずうみ、原題: Barbie of Swan Lake）は、2003年9月30日にアメリカ合衆国のカナダより発売されたバービーのコンピュータアニメーション映画作品（オリジナルビデオ）。バービーシリーズ映画作品の3作目であり、世界名作『白鳥の湖』をベースに展開されている。
日本では劇場未公開。2003年10月24日にユニバーサル・ピクチャーズ・ジャパンよりVHSとDVDが発売されている。また、2012年10月24日にジェネオン・ユニバーサル・エンターテイメントジャパンよりDVDが再発売されている。

## あらすじ
湖の近くの小さな村に住む心の優しい少女であるオデットは、ライラという名のユニコーンを追って不思議な美しい森にやってきた。ここでオデットは邪悪な魔法使いのロットバルトによって白鳥の姿に変わってしまった。妖精の女王はオデットを憐れに思い、太陽が沈んだ間から彼女を人間の姿に戻ることができる魔法を掛けていた。ある夜、人間の姿に戻ったオデットはダニエル王子と出会い、恋に落ちている。

## キャスト
| 役名                     | 俳優                           | 日本語吹き替え |
| ------------------------ | ------------------------------ | -------------- |
| バービー／オデット       | ケリー・シェリダン             | 柚木涼香       |
| ダニエル王子             | マーク・ヒルドレス             | 緑川光         |
| ロットバルト             | ケルシー・グラマー             | 菅生隆之       |
| オディール               | マギー・ウィーラー             | よのひかり     |
| ライラ                   | ヴィーナス・ターゾ             | 朴璐美         |
| 妖精の女王               | キャスリーン・バー             | 本田貴子       |
| マリー                   | キャスリーン・バー             | 杉本ゆう       |
| エラスムス               | マイケル・ドブソン             | 中博史         |
| いかつい村人             | マイケル・ドブソン             | 遠藤純一       |
| カーリータ               | ニコル・オリバー               | 田口宏子       |
| イワン                   | イアン・ジェームズ・コーレット | 西脇保         |
| 女王の母                 | ジナ・ストックデール           | 宮寺智子       |
| レジー                   | ブライアン・ドラモンド         | 遠藤純一       |
| ケリー                   | シャンタル・ストランド         | 白鳥由里       |
| ベイカー（オデットの父） | ゲイリー・チョーク             | 松井範雄       |
| 行商人                   | スコット・マクニール           | 松井範雄       |

## 日本語版制作スタッフ
- 吹替翻訳：佐藤恵子
- 演出：三好慶一郎
- 録音：柳川久子
- 調整：山本和利
- 制作担当：田村恵（東北新社）
- 日本語版制作：(株)東北新社